# Євген Гапон
Євген Гапон (більш відомий під сценічним ім'ям Князь Варґґот; нар. 30 липня 1974 р., Харків) — метал виконавець: композитор, вокаліст, мультиінструменталіст, автор текстів. Один із провідних діячів блек-металу Східної Європи. Найбільш відомий як вокаліст і гітарист Nokturnal Mortum, одним із засновників якого він є.

## Творчість
В грудні 1991-го року Князь Варґґот залишає гурт Leprosy, а майже одразу після цього було створено гурт Suppuration, до складу якого як вокаліст і гітарист і ввійшов Варґґот. Влітку 1993-го Suppuration припиняє своє існування і сформовано гурт Crystaline Darkness. 1994-го Князь Варґґот та Мунрутель залишають Crystaline Darkness та формують Nocturnal Mortum з усіма учасниками Suppuration, а 1995-го назву гурту замінено на Nokturnal Mortum. Колектив відмовився йти на будь-які компроміси котрі містили небезпеку комерціалізації творчості. 
Успіх НМ дозволив й іншим колективам, зокрема Dub Buk і Drudkh, закріпитися на території західних медіа:
Спільнота блек-бендів започаткована Варґґотом визначала правила співіснування з гуртами котрі не поділяли філософію об'єднання:
Бічним проєктом гурту Nokturnal Mortum, зокрема Варґґота, є Mistigo Varggoth Darkestra — ембієнт/блек-метал проєкт, створений в 1994 році. Найвідоміший альбом цього проєкту, The Key To The Gates Of The Apocalypse (Ключ до воріт Апокаліпсису), особливо відомий завдяки своєму тривалому виконанню (одна 72-хвилинна доріжка) і поєднанню дарк ембієнту та швидкого блек-металу.
Також він виступав з гуртами Lucifugum (як запрошений музикант у 1997 році) та Вече. Крім того музикант брав участь у виступах і записах російського гурту Темнозорь.

## Дискографії гуртів

### Suppuration[6]
- 1992: Ecclesiastical Blasphemy

### Crystaline Darkness[7]
- 1993: Mi Agama Khaz Mifisto

### Mistigo Varggoth Darkestra
- 1997: Midnight Fullmoon
- 1999: The Key to the Gates of the Apocalypse

### Nokturnal Mortum
- Вся дискографія гурту Nokturnal Mortum.

### Vetche
- 1997: Vetche

### Piorun
- 2004: Stajemy Jak Ojce